# Мудгала-пурана
«Мудга́ла-пура́на» (санскр. मुद्गल पुराणम्; IAST: mudgala purāṇam) — индуистский религиозный текст, посвящённый богу Ганеше. Это одна из упапуран, в которой содержится множество связанных с Ганешей историй. Наряду с «Ганеша-пураной», «Мудгала-пурана» является основным священным текстом для последователей традиции ганапатья и единственной пураной, посвящённой исключительно Ганеше.
Среди учёных существуют различные мнения по вопросу датировки «Мудгала-пураны». Филлис Гранофф относит её к позднейшим философским текстам, посвящённым Ганеше. По мнению Хазры, «Мудгала-пурана» принадлежит к более раннему периоду, чем «Ганеша-пурана», которую он датирует XI—XIV веками. Кортрайт относит «Мудгала-пурану» к периоду с XIV по XVI века, никак не обосновывая свою датировку. Тапан, анализируя различные датировки, предложенные другими учёными, отмечает, что «Мудгала-пурана», подобно другим Пуранам, представляет собой многослойное произведение. По её мнению, к древнему базовому тексту на протяжении веков добавляли новые отрывки, самые поздние из которых датируются XVII—XVIII веками.
В «Мудгала-пуране» говорится, что у Ганеши существует бесчисленное количество форм и воплощений, из которых наиболее важными являются 8 аватар, явившихся в материальном мире в различные эпохи в индуистском временном цикле.

## Восемь Ганеша-аватар
Как и Ганеша-пурана, Мудгала-пурана вслед за Ганапати-атхарвашикха-упанишадой указывает на Ганешу, как на первопричину всего. И она также (как и Ганеша-пурана) приводит список аватар Ганеши, в которые он воплощался в различные мировые эпохи — эти восемь аватар описанны во второй части Мудгала-пураны, в главе 17, стихи с 24-го по 28-й. Этот список отличается от похожего списка в Ганеша-пуране — именами, причинами и целями воплощения.
Все аватары Ганеши, описанные в Мудгала-пуране, имели место в предыдущии Юги и с ними связываются сложные религиозно-философские понятия, связанные, в основном с различными этапами творения Вселенной. Но аватары так же соотносят и с различными историческими моментами — борьбой бога с различными демонами, пытающимися захватить власть во Вселенной или пытающимися уничтожить Вселенную. Последовательность воплощений следующая:
1. Вакратунда (vakratuṇḍa — со скрученным хоботом) — первый в ряду аватар; Абсолют как совокупность всего — Брахман в форме. Одна из основных целей — победа над асурой Матсарьясурой (matsaryasura — зависть, ревность). Вахана — лев.
2. Экаданта (ekadanta — одноклыкий) — совокупность индивидуальных душ-Джив, воплощение Брахмана как сути всех существ. Одна из основных целей — победа над асуром Мадасурой (madāsura — высокомерие, тщеславие). Вахана — мышь.
3. Маходара (mahodara — [обладатель] большого живота) — слияние Вакратунды и Экаданты; Абсолют как виджняна — мудрость Брахмана. Одна из основных целей — победа над асуром Мохасурой (mohāsura — заблуждение, замешательство). Вахана — мышь.
4. Гаджавактра или Гаджанана (gajavaktra или gajānana — слоноликий) — обычно и внешне, и по философским концепциям копия Манодары. Одна из основных целей — победа над асуром Лобхасурой (lobhāsura — жадность). Вахана — мышь.
5. Ламбодара (lambodara — [обладатель] висящего живота) — первое из четырёх воплощений основных пуранических божеств — соответствует Шакти, силе Брахмана. Одна из основных целей — победа над асуром Кродхасурой (krodhāsura — гнев). Вахана — мышь.
6. Виката (vikaṭa — необычноформенный) — соответствует Сурье, свету Брахмана. Одна из основных целей — победа над асуром Камасурой (kāmāsura — вожделение). Вахана — павлин.
7. Вигхнараджа (vighnarāja — владыка препятствий) — соответствует Вишну, опека сотворённого. Одна из основных целей — победа над асуром Мамасурой (mamāsura — собственничество). Вахана — змей Шеша.
8. Дхумраварна (dhūmravarṇa — серого цвета, серый) — соответствует Шиве, разрушение творения. Одна из основных целей — победа над асуром Абхиманасурой (abhimanāsura — гордыня). Вахана — лошадь.